# لبادة (مادة)

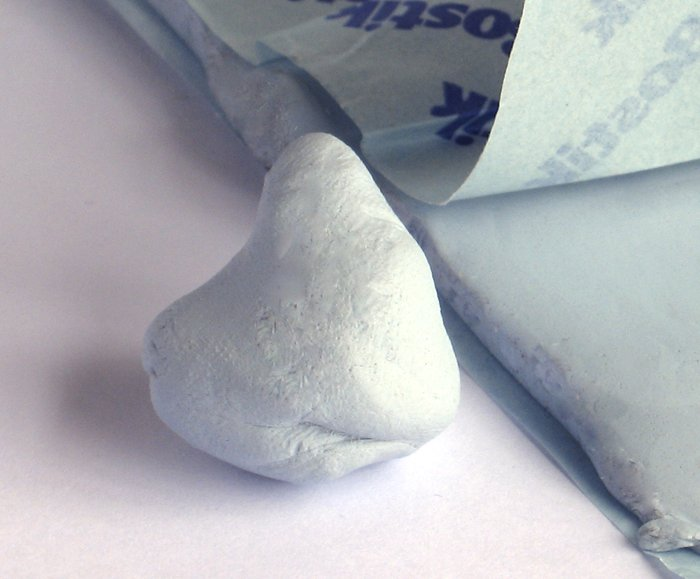
لبادة بيضاء اللون

اللُّبادات -ومفردها لُبَّادة-(العجائن اللاصقة) هي مادة كالمعجون يمكن إعادة استخدامها أكثر من مرة لإلصاق الأشياء خفيفة الوزن (كالورق والملصقات) على الجدران أو غيرها من الأسطح الجاف. عادةً ما تكون زرقاء اللون، إلا أنها متوفرة بألوان أخرى أيضًا.
ما زالت المادة المكونة لهذه اللُّبَّادات مجهولة حتى الآن إلا أنها عبارة عن مركب من المطاط الصناعي خال من خصائصه الخطيرة في ظل ظروف طبيعية، فلا يشكل ابتلاعه ضررًا ولا يعد مادةً مسرطنة.
إلا أن هذه المادة تشتعل عند درجة 93 درجة مئوية/ 200 درجة فهرنهايتية تنتج عندها غازات ثاني أكسيد الكربون وأول أكسيد الكربون وبخار الماء أكاسيد النيتروجين والأبخرة السامة.